# Limonade
Limonade (em crioulo, Limonad), é uma comuna do Haiti, situada no departamento do Norte e no arrondissement de Cap-Haïtien. De acordo com o censo de 2003, sua população total é de 69.256 habitantes.